# 303 v. Chr.
Portal Geschichte | Portal Biografien | Aktuelle Ereignisse | Jahreskalender | Tagesartikel

◄ |
5. Jahrhundert v. Chr. |
4. Jahrhundert v. Chr. |
3. Jahrhundert v. Chr. |
►

◄ | 320er v. Chr. | 310er v. Chr. | 300er v. Chr. | 290er v. Chr. |
280er v. Chr. |
►

◄◄ | ◄ | 306 v. Chr. | 305 v. Chr. | 304 v. Chr. | 303 v. Chr. |
302 v. Chr. |
301 v. Chr. |
300 v. Chr. |
► |
►►

## Ereignisse

### Politik und Weltgeschehen

#### Asien

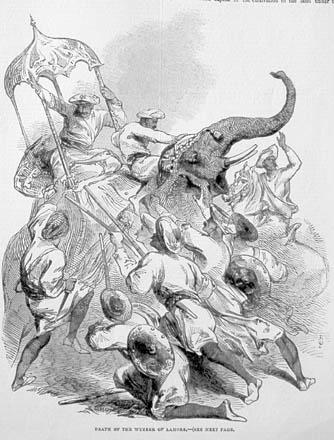
Kriegselefant. Bild der Illustrated London News, 1845

- Seleukos I. gesteht dem indischen Herrscher Chandragupta Maurya das Gebiet östlich von Kabul sowie Belutschistan zu und erhält im Gegenzug 500 Kriegselefanten.
- Seleukos I. gründet die alte Stadt Osroe unter dem Namen Edessa neu. Im selben Jahr entsteht die Stadt Dura Europos am Euphrat.

#### Europa
- Demetrios I. Poliorketes unternimmt einen Feldzug gegen die makedonische Herrschaft in der nördlichen Peloponnes und erobert Korinth, Bura, Orchomenos und weitere Städte.
- Rom schließt mit Tarent einen Vertrag, in dem sich Rom verpflichtet, den Hafen Tarents nicht anzulaufen.

### Natur und Umwelt
- 2. April: Totale Sonnenfinsternis in Ägypten, Palästina und Syrien